# Lac Gőtés
Le lac Gőtés (en hongrois : Gőtés-tó) est une étendue d'eau située à Budapest. 